# Fernando Viscaí Albert
Fernando Viscaí Albert (Valencia, 1879 - Madrid, mayo de 1936) fue un pintor español.

## Biografía
Desde niño se consagró al estudio del dibujo y la pintura, habiendo sido discípulo de la Escuela de San Carlos y trabajado después asiduamente en el taller de Sorolla. Se destacó su personalidad ya en la Exposición Nacional de 1904, en la que, además de dos retratos y un paisaje, expuso los cuadros Entre dos fuegos y Varadero del puerto. 
De su exposición de pintura en el Salón Parsé, de Barcelona, en 1912 pueden recordarse los cuadros titulados: Castillo del duque de Calabria, El Tejar, Saint-Sévérin, Emparrado de un jardín, Niño al sol y La niña de las uvas.
Otra exposición que le alcanzó merecido renombre fue la celebrada en Madrid, en 1925, en el Museo de Arte Moderno. Figuraron en ella, además de estimables retratos como el de Nicolás Estévanez, uno de dama y otro de niña, los cuadros La bailarina Corio, Mercedes Fifí, Flores y libros, La niña del botijo y Tocaora, demostrando el artista que sabe cultivar con igual maestría el retrato y el cuadro de género, con lo que completó el alto concepto que mereció en la pintura decorativa, de la que existen buenas pruebas en el Teatro Reina Victoria de Madrid y en la decoración de algunos otros edificios públicos.
En el retrato su ejecución fue rápida, efectista, pero sin dejar por ello de dar al modelo la veracidad fisonómica y traslucirse el espíritu de sus personajes. Uno de los más notables en este sentido, además del citado Nicolás Estévanez, fue el de Antonio Catena y su propio Autorretrato, que fue adquirido por la Hispanic Society de Nueva York.